# 1890年大西洋飓风季
1890年大西洋飓风季是有纪录以来活跃程度第三低的大西洋飓风季，仅次于1914和1930年大西洋飓风季。全季第一个天气系统于5月27日出现，最后一场风暴于11月1日在中美洲上空消散，通常情况下每年大西洋盆地的绝大多数热带或亚热带气旋都是在这段时间形成。本季首场风暴成型后缓慢朝西北偏北方向移动，在古巴降下暴雨并引发大面积洪灾，导致至少四人死亡，经济损失在100万美元（1890年美元）以上。5月29日，气旋在墨西哥湾消散，飓风季接下来转入沉寂，直到近两个半月后才有另一个天气系统于8月18日在向风群岛附近出现。气旋横穿加勒比海和墨西哥湾，掠过尤卡坦半岛并登陆路易斯安那州后于8月28日逐渐消散，这场风暴造成的影响很小。
全季共形成四个热带气旋，其中两个达到飓风强度，一个成为大型飓风，即风速达到现今萨菲尔-辛普森飓风等级下的三级或以上标准。第三号飓风是本季最强风暴，最大持续风速为每小时195公里，属三级飓风标准。气旋导致海上波涛汹涌，小安的列斯群岛有一艘船沉没，导致十人溺毙。10月31日，本季最后一个热带气旋在加勒比海西南部出现，其最高强度达到一级飓风标准。风暴向西移动并登陆尼加拉瓜，但对该国的破坏程度很小，最终于11月1日在中美洲上空失去踪影。1890年大西洋飓风季的所有热带气旋经确认一共造成14人死亡，经济损失至少有100万美元。

## 风暴

### 第一号热带风暴
据北大西洋飓风数据库记载，古巴青年岛以南约105公里海域于5月27日发展出热带低气压。气旋朝西北偏北移动，未经加强就于次日清晨从古巴比那尔德里奥附近登陆。风暴经过古巴期间没有显著减弱，于5月28日进入墨西哥湾东南部，并于当晚增强成热带风暴。气旋继续增强，于5月29日达到持续风速每小时95公里的最高强度，最终于协调世界时这天下午18点左右在佛罗里达州干龟群岛西北偏西方向约200公里洋面失去踪影。
风暴在古巴降下暴雨，哈瓦那前后36小时里降下345毫米雨量。包括哈瓦那、圣安东尼奥德洛斯巴尼奥斯和林孔（Rincon）在内的多个城市因洪灾和泥石流受到大面积破坏，许多人需要外界救援。几乎所有电报服务和铁路运输都因洪灾中断，损失数额估计有上百万美元，有报导称这是“古巴历史上最灾难性的降雨”。海上一艘船只倾覆，经确认至少有四人溺毙，另有“好几个人”淹死。

### 第二号热带风暴
经过约两个半月的沉寂，“亚斯帕托冈号”（Aspatogan）三桅帆船于8月18日在东加勒比海遭遇热带风暴产生的“极端恶劣天气”。气旋朝西北偏西方向穿越加勒比海并缓慢增强，于8月24日在大开曼西南偏南方向约130公里海域达到风力时速95公里的最高强度。气旋回转向西北移动，于8月25日掠过尤卡坦半岛，不久后就进入墨西哥湾。行进至墨西哥湾中部后，风暴转向北上，于下午16点以持续风速每小时95公里强度从路易斯安那州泰勒博恩堂区的杜拉克（Dulac）附近登陆。进入陆地上空后，气旋快速减弱成热带低气压，最终于8月28日在密西西比州北部上空消散。

### 第三号飓风
8月26日，“海地号”（Haytian）汽船在多米尼克东北偏东方向约760公里洋面遭遇强烈风暴，其强度可以在现今的萨菲尔-辛普森飓风等级下达到二级飓风标准。气旋朝西北方向前进，于次日清晨达到三级飓风强度，是本季唯一的大型飓风。8月27日晚，风暴达到风力时速195公里的最高强度。“波图恩斯号”（Portuense）轮船于8月28日早上7点测得965毫巴（百帕，28.5英寸汞柱）的最低气压，这艘船之后在行进至英属维尔京群岛阿内加达岛东北方向约400公里海域时因海况恶劣沉没，包括船长和另外九名船员在内的十人溺毙。
达到最高强度后，风暴开始减弱，强度于8月29日回落到二级飓风标准。当晚，飓风回转北上，又于8月30日加速朝东北前进。虽然是在距美国东岸还有相当隔离的海上经过，但风暴激起的强烈海浪还是对新泽西州多处海滩构成“重大破坏”。9月1日逼近纽芬兰岛期间，气旋减弱成一级飓风，当晚又降级成热带风暴，不久后便在纽芬兰与拉布拉多的圣吕奈尔－格里夸特（St. Lunaire-Griquet）东北偏东方向约750公里海域转变成温带气旋。

### 第四号飓风
10月31日清晨，“古西号”（Gussie）汽船在哥伦比亚普罗维登西亚岛东北方向约153公里海域遭遇风速达到每小时150公里的飓风。气旋朝西移动，强度保持在强烈一级飓风标准范围内，于10月31日晚从格拉西亚斯-阿迪奥斯角南侧不远处登陆。11月1日凌晨0点，飓风弱化成热带风暴，并于六小时后在洪都拉斯奥兰乔省上空失去踪影。这场风暴对中美洲造成的影响缺乏记载。